# Lutas nos Jogos Olímpicos de Verão da Juventude de 2010 - Livre até 63 kg masculino
A competição da categoria até 63 kg masculino da luta livre nos Jogos Olímpicos de Verão da Juventude de 2010 foi disputada no dia 17 de agosto no Centro Internacional de Convenções, em Cingapura. Um total de oito lutadores participou deste evento, limitado a atletas com peso corporal inferior a 63 quilogramas. Ao contrário dos Jogos Olímpicos de Verão, nos Jogos da Juventude foi distribuída apenas uma medalha de bronze por categoria.
O equatoriano Johnny Pilay, que originalmente finalizou a competição em quinto lugar, foi desclassificado em 15 de outubro de 2010 por testar positivo no exame anti-doping para a substância proibida furosemida.

## Medalhistas
| Ouro   | RUS Azamatbi Pshnatlov |
| Prata  | TJK Bakhodur Kadirov   |
| Bronze | GEO Irakli Mosidze     |

## Resultados
Os lutadores competiram entre si dentro das duas chaves. Os primeiros colocados de cada chave disputaram o ouro e os segundos colocados o bronze.

### Preliminares

#### Grupo A
| Pos | Atleta                 | PC | PT | L | V | D |
| --- | ---------------------- | -- | -- | - | - | - |
| 1   | RUS Azamatbi Pshnatlov | 11 | 26 | 3 | 3 | 0 |
| 2   | GEO Irakli Mosidze     | 7  | 26 | 3 | 2 | 1 |
| 3   | ECU Johnny Pilay       | 4  | 9  | 3 | 1 | 2 |
| 4   | AUS Haris Fazlic       | 0  | 0  | 3 | 0 | 3 |

| RUS Azamatbi Pshnatlov | 3-0 | ECU Johnny Pilay   | (PT: 10-0) |
| GEO Irakli Mosidze     | 4-0 | AUS Haris Fazlic   | (PT: 16-0) |
| RUS Azamatbi Pshnatlov | 4-0 | GEO Irakli Mosidze | (PT: 13-0) |
| ECU Johnny Pilay       | 3-0 | AUS Haris Fazlic   | (PT: 7-0)  |
| RUS Azamatbi Pshnatlov | 4-0 | AUS Haris Fazlic   | (PT: 3-0)  |
| ECU Johnny Pilay       | 1-3 | GEO Irakli Mosidze | (PT: 2-10) |

#### Grupo B
| Pos | Atleta               | PC | PT | L | V | D |
| --- | -------------------- | -- | -- | - | - | - |
| 1   | TJK Bakhodur Kadirov | 10 | 29 | 3 | 3 | 0 |
| 2   | USA Quinton Murphy   | 9  | 20 | 3 | 2 | 1 |
| 3   | ALG Mohamed Boudraa  | 3  | 6  | 3 | 1 | 2 |
| 4   | GBS Amadeus Pereira  | 1  | 11 | 3 | 0 | 3 |

| TJK Bakhodur Kadirov | 4-0 | ALG Mohamed Boudraa | (PT: 13-0) |
| GBS Amadeus Pereira  | 0-4 | USA Quinton Murphy  | (PT: 0-4)  |
| TJK Bakhodur Kadirov | 3-0 | GBS Amadeus Pereira | (PT: 7-0)  |
| ALG Mohamed Boudraa  | 0-4 | USA Quinton Murphy  | (PT: 0-14) |
| TJK Bakhodur Kadirov | 3-1 | USA Quinton Murphy  | (PT: 9-2)  |
| ALG Mohamed Boudraa  | 3-1 | GBS Amadeus Pereira | (PT: 6-11) |

### Fase final

#### Disputa pelo 7º lugar
| AUS Haris Fazlic | 1-3 | GBS Amadeus Pereira | (PT: 5-11) |

#### Disputa pelo 5º lugar
| ECU Johnny Pilay | 3-0 | ALG Mohamed Boudraa | (PT: 4-0) |

#### Disputa pelo bronze
| GEO Irakli Mosidze | 3-1 | USA Quinton Murphy | (PT: 13-4) |

#### Final
| RUS Azamatbi Pshnatlov | 4-0 | TJK Bakhodur Kadirov | (PT: 4-0) |

## Classificação final
| Pos.              | Atleta                 |
| ----------------- | ---------------------- |
| Medalha de ouro   | RUS Azamatbi Pshnatlov |
| Medalha de prata  | TJK Bakhodur Kadirov   |
| Medalha de bronze | GEO Irakli Mosidze     |
| 4                 | USA Quinton Murphy     |
| 5                 | ALG Mohamed Boudraa    |
| 6                 | GBS Amadeus Pereira    |
| 7                 | AUS Haris Fazlic       |
| DSQ               | ECU Johnny Pilay       |